# Bassenka
Die Bassenka (belarussisch Басенка) ist ein kleiner Fluss im Rajon Baranawitschy in der Breszkaja Woblasz in Belarus. Der Fluss entspringt 5 km nördlich des Dorfes Padhornaja, fließt durch den Wald, durch den Bassina-See, überquert kurz vor der Mündung einen kleinen künstlichen See und mündet 1,3 km südöstlich des Chutars Jaschony in die Lachoswa.